# Agustín Agualongo
Juan Agustín Agualongo Cisneros (San Juan de Pasto, 25 de agosto de 1780-Asunción de Popayán, 13 de julio de 1824) fue un comandante del ejército real español y caudillo mestizo, durante la guerra de independencia de la Nueva Granada (hoy Colombia). Fue «ídolo de un pueblo aguerrido y exaltado, es hoy símbolo de esperanza de un pueblo defraudado». Durante trece años hizo férrea oposición armada a los ejércitos republicanos en los territorios del sur de Colombia y norte de Ecuador. Sus fuerzas se batieron con las del propio Simón Bolívar (1783-1830), en la cruenta Batalla de Ibarra, en 1823.

## Comienzos
Fue hijo de Manuel Agualongo y Gregoria Cisneros Almeyda, nació el 25 de agosto de 1780 en la ciudad de San Juan de Pasto, fue bautizado por el padre Miguel Rivera en la Iglesia de San Juan Bautista en el día de la fiesta de San Agustín.
Poco se sabe de su vida antes de su incorporación a la carrera militar, pero la mayoría de cronistas e historiadores coinciden en señalar en que además de leer y escribir aprendió el arte de la pintura al óleo, en la escuela de artes y oficios; y trabajó en un taller de San Juan de Pasto.
Contrajo matrimonio con la señora Jesús Guerrero, el 28 de enero de 1801, de la cual años más tarde se divorció legalmente. De esa unión quedó una hija, María Jacinta Agualongo.

## Pasto durante la independencia
A comienzos de la centuria la población de la comarca pastusa era de alrededor de veinte a treinta mil personas, un 58 % de ellos campesinos indígenas y 38 % de población blanca. De estos, ocho o nueve mil vivían en la propia ciudad de San Juan de Pasto. Las zonas andinas y costeras del sur neogranadino eran estratégicas por su ubicación, en medio de las rutas de comercio y comunicación entre Popayán, Quito y Lima, convirtiéndose con los años en una zona fronteriza entre las Provincias Unidas de la Nueva Granada y después la República de la Gran Colombia, y el virreinato del Perú. Ese era su valor militar, era «la puerta del sur», quien dominara Pasto controlaría las vías terrestres entre Nueva Granada y Perú.

«En aquella irreductible y brava "Vendée Sud-Americana", surcada por los ríos Guaytara y Juanambú, entre los que se levanta el inmenso y barrancoso cono truncado del Volcán de Pasto, habían sucumbido durante varios años los ejércitos invasores. Contra estas formidables barreras y contra la fuerza moral de los Pastusos, que combatían a los patriotas como a herejes y defendían contra ellos su fe y sus hogares, se habían estrellado los arrestos de los caudillos revolucionarios». Carlos Navarro Lamarca. Historia General de América. Tomo II.

Firmes defensores de su tradición encarnada en los derechos de su rey y con el apoyo eclesiástico, los «indomables pastusos y patianos» llevaron a cabo desde 1810 una lucha comparable con la Guerra de la Vendée durante la Revolución francesa, «la trágica Vendée de nuestra historia». Otra razón del rechazo a la causa independentista fueron las constantes guerras civiles entre las facciones revolucionarias durante la Patria Boba. Para 1816, momento de la Reconquista, el clero y la población en general habían visto arruinada la economía y perdidas muchas de sus propiedades. Solo la indiscriminada represión que ejercieron las tropas de Morillo sobre la población de las zonas reconquistadas privó a la causa del rey del apoyo popular, algo con lo que había contado al principio, ya que el proyecto independentista tenía poco arraigo popular. La debilidad institucional que caracterizó a ese periodo se debía a la incapacidad de las regiones y ciudades rivales entre sí para unificar sus intereses y hacer un esfuerzo común. La monarquía española era muy intervencionista en el gobierno de sus ricas provincias ultramarinas. Los criollos estaban acostumbrados a autogobernarse mediante cabildos urbanos, pero sobre aquellos estaba todo el aparato de administración real que en esos momentos estaba desapareciendo; sin mayor experiencia sobre cómo resolver por su cuenta las disputas entre las distintas provincias, el conflicto era inevitable.
Los mestizos e indígenas pastusos colaboraron constantemente con libertos y esclavos de color patianos. Estos últimos, a partir de 1811 siguiendo la reacción contra insurrección producida en las grandes ciudades del centro neogranadino, organizaron una guerrilla de 1500 a 2500 hombres con los que enfrentaron a los ejércitos independentistas enviados desde Cali. La mayoría iban con lanzas. Estuvieron lideradas por Juan José Caicedo y Joaquín de Paz y su composición étnica hizo temer una “guerra de castas” como la que habían desatado en Venezuela los ejércitos de esclavos de José Tomás Boves (1782-1814). Para la élite criolla era una pesadilla que las partidas dispersas se unieran entre sí, formando una fuerza difícil de controlar y más aún de vencer. Los esclavos insurgentes pronto empezaron a actuar en Chocó y Barbacoas y las autoridades realistas en Popayán pronto buscaron aliarse con ellos. De hecho, cuando los autonomistas de Cali atacaron Popayán en 1811, ofrecieron la libertad a todo esclavo que les ayudara a defenderse. Esto no impidió el colapso del régimen colonial: en varias regiones realistas se formaron gobiernos locales nominalmente dirigidos por las antiguas autoridades. Hasta 1815 actuaron en guerrillas autónomas entre sí. En 1816 pasaron a integrarse al ejército reconquistador y participarían en las campañas de Agualongo entre 1822 y 1824. Sin embargo, su período de mayor belicidad se dio entre 1809 y 1819 en el área de Popayán, siendo el principal baluarte en la zona. Después de la conquista de Bogotá por parte de las tropas patriotas en 1819, algunos jefes locales negociaron y cambiaron de bando. Dentro de lo negociado, se prometió a muchos patianos no sufrir ningún castigo por su defensa de la monarquía española. Debe entenderse que desde 1815-1816 las posturas abolicionistas se volvieron más radicales entre los rebeldes al depender del apoyo de Alexandre Pétion (1770-1818), presidente de Haití, la única república nacida de una rebelión servil. Esto les permitió ganar mayor apoyo entre la población negra. Sin embargo, como ya se ha mencionado, algunas partidas realistas siguieron activas después de 1822. Para esos pueblos, las campañas de 1822-1825 eran una mera repetición de las anteriores.
La alianza nacida en julio de ese año entre los caciques de la región y las autoridades coloniales fue lo que les permitió resistir exitosamente a los quiteños y los que vinieron después. Tenía antecedentes claros en los siglos anteriores, por ejemplo, para expandirse en zonas fronterizas los españoles se habían aliado siempre con algunos pueblos para conquistar a otros. Obviamente, los caciques exigían ciertos beneficios para ellos y sus comunidades, especialmente protección jurídica de sus tierras y autonomía. Los indios no daban un apoyo ciego a ninguna causa. Algo similar vieron los esclavos, considerando que podían defender mejor sus intereses si se ponían como los indígenas a servir en la defensa del imperio. Las lealtades más importantes para los individuos eran con la comunidad concreta a la que pertenecía en lugar de proyectos abstractos nacionales. La clave del poder estaba en esas alianzas locales siempre cambiantes. Los realistas también establecieron una alianza con el poderío limeño, que les dio un soporte militar e ideológico fundamental. Otras poblaciones, como Coro, los Llanos, Cuenca, Piura y Cuzco tuvieron actitudes similares con Lima y le dieron un soporte lo suficientemente importante como para enfrentar a un movimiento juntista que se hacía con casi todo el continente.
Apoyándose en su hostil clima y topografía los pastusos pudieron rechazar a tropas del interior de territorio neogranadino en 1812 y 1814, haciéndole muy costoso a expediciones posteriores grancolombianas el mero cruce de sus tierras. Cualquier fuerza invasora venida desde Popayán debía primero atravesar la cuenca del río Patía, lugar de profundos cañones y donde había constante riesgo que las tropas enfermaran. Más al sur había que seguir por una serie de desfiladeros perfectos para las emboscadas, siendo los patianos muy diestros en realizarlas. De lograr superar estas dificultades, el ejército invasor debía atravesar la convergencia de los ríos Juanambú y Guáitara, cursos de aguas torrenciales y sus orillas eran cañones profundos, empinados y rocosos, lugar donde una pequeña tropa bien atrincherada podía ofrecer resistencia a un número mucho mayor de atacantes. Los caminos eran de mala calidad, las distancias extensas y los mapas escasos (algo frecuente para todo el territorio neogranadino). Estas ventajas naturales se maximizaban con el detallado conocimiento de sus tierras que tenían los locales, muchos de ellos veteranos de años de campaña al final del conflicto.
En conflicto independentista vivió tres etapas bien diferenciadas en Pasto según la historiadora Rosa Zarama (quien establece una división paralela para el caso de Coro). La primera (1809-1814) fue la resistencia a los intentos de las juntas de gobierno de Quito, Popayán y Cundinamarca de imponer su autoridad a la ciudad. En la segunda (1814-1820/1821) los conflictos se mantienen alejados de la provincia, lo que permite cierta recuperación económica y que la monarquía les reconozca cierta autonomía como premio a su lealtad. La última (1821-1824) vive el fin del dominio español. Los «ejércitos regionales» de Pasto combatieron a los republicanos de Popayán y Bogotá hasta que la guerra finalizó en mayo de 1822, pero la mayoría de los campesinos no aceptaron esto e iniciaron una resistencia de carácter guerrillero entre octubre de ese año y mayo de 1824. La historiadora agregaría con posterioridad una cuarta etapa, 1824-1826, cuando los últimos resabios de las guerrillas combatieron al nuevo orden impuesto hasta su derrota.
Pasto estaba bajo la jurisdicción de Bogotá desde 1739 pero lo difícil del trayecto impedía una comunicación directa sino que a través de Popayán, por lo que conservó sus contactos tradicionales con Quito. Sin embargo, lo que deseaban sus dirigentes era «convertirse en un centro de gobierno con independencia política, legislativa, judicial y eclesiástica» de Quito y Popayán.
Entre otros factores que explican la fidelidad de la región está que no hubo animosidad entre españoles y criollos por el escaso número de los primeros, su fácil integración y que el comercio pastuso se limitaba a Popayán, Quito y la costa del Pacífico. En cambio, la guerra de independencia si generaría una animadversión contra los pastusos de parte de los bogotanos que se prolongaría culturalmente en el tiempo. La falta de instituciones educativas y el aislamiento impidieron la llegada de las ideas de la Ilustración (que los revolucionarios intentaron imponer por la fuerza). Los religiosos animaron con vehemencia la resistencia a la revolución. También estaba el hecho de que la monarquía era lo único que habían conocido, representaba la tradición y estabilidad frente a la incertidumbre del proyecto republicano. «En síntesis, los pastusos no tuvieron razones económicas, políticas e ideológicas para pretender separarse de España». Por último, el hecho de conformarse y ser dirigidas las tropas independentistas de Bolívar por sujetos extranjeros mayoritariamente ( ingleses y franceses ) también generó desconfianza y rechazo en la población local.

## Carrera militar en el Ejército Real español

### Comienzos
Cuando Agualongo se acercaba a los treinta años de edad, estalló la insurrección quiteña del 10 de agosto de 1809. Los quiteños sabían que iban a necesitar recursos para la previsible guerra y para ello deseaban imponer tributos a Pasto y Barbacoas. Seis días después llegó una carta a los cabildos de Pasto y Popayán informando de la formación de la junta y exigiendo que aceptaran voluntariamente su autoridad y no la de los funcionarios de la metrópolis. La respuesta fue un rotundo no en defensa de los valores católicos, la debida lealtad al soberano y la mantención de los vínculos con España. Su primera actuación como soldado fue el 16 de octubre, en la victoria realista en la Tarabita de Funes, sobre el río Guáitara, cuando 3000 quiteños, ipialeños y tuquerreños pretendían avanzar sobre Pasto arrasándolo todo a su paso, considerada por algunos como una de las primeras acciones de guerra en la independencia de Hispanoamérica.
Rápidamente, las autoridades españolas acusaron a los juntistas quiteños de aliarse con los franceses para traicionar al rey. En realidad, los autonomistas quiteños buscaban aliarse con sus símiles de Bogotá y Cali. Comenzaba a desarrollarse la primera etapa de la independencia de Colombia. Entre 1810-1815 se daba un conflicto entre tres bandos y centrado en tres teatros de operaciones: en el interior se enfrentaban federalistas de Socorro y Tunja contra los centralistas de Cundinamarca entre fines de 1812 e inicios de 1813 (el conflicto se reinició en las postrimeras de 1814); en la costa caribeña, los patriotas de Cartagena combatían contra los monárquicos de Santa Marta desde octubre de 1812 por el control del Magdalena, vital para el comercio hacia el interior (guerra muy relacionada con Venezuela); y en el sur, enfrentando a los pastusos y patianos realistas con los patriotas del Valle del Cauca (apoyados por Antioquia y Cundinamarca) por el control de Popayán. Este último conflicto comenzaría en marzo de 1811, cuando el gobernador monárquico de Popayán, Miguel Tacón y Rosique (1775-1855), intentó invadir el Cauca pero fue vencido en Bajo Palacé. Anteriormente, la Junta Revolucionaria de Popayán envió una carta a Pasto pidiéndole al cabildo unírsele y expulsara a Tacón (que se había refugiada en su territorio).
El 7 de marzo de 1811, Agualongo se presentó voluntariamente para formar parte del contingente reclutado por el Cabildo de su ciudad, con el fin de defender al gobierno del rey español Fernando VII, a quien Agualongo consideraba «amenazado» por la Junta de Gobierno de Quito. Desde entonces formó parte de todos los ejércitos realistas que desde el sur del Virreinato de la Nueva Granada defendieron la monarquía. Fue el único militar mestizo en América Latina que alcanzó el rango militar de brigadier general de los Ejércitos de su Majestad el Rey Fernando VII de Borbón.
Sus rasgos físicos quedaron reseñados en su ficha militar de la Tercera Compañía de Milicias del Rey:

Agualongo era de baja estatura, pues sólo media un metro con cuarenta centímetros; tenía pelo y cejas negras, ojos pardos, nariz regular, poca barba y una mancha como carate debajo de los ojos; era cari abultado, tenía color prieto y bastante abultado el labio superior. Esas características y sus apellidos de origen español, lo clasificaban como mestizo.

Las primeras grandes acciones se iniciaron el 2 de abril de 1811, cuando un ejército de las Ciudades Confederadas del Valle del Cauca y la Junta Suprema de Santafé entró en Popayán y los realistas se refugiaron en Pasto. A partir de entonces los pastusos debieron enfrentar a tres mil enemigos en Santiago de Cali al norte y cinco mil en Quito al sur. Los quiteños lanzaron su propia invasión con 2000 hombres (solo 200 a 300 armados con fusiles y el resto con lanzas y sables) al mando del inexperto Francisco Javier de Ascázubi. El 15 de julio vencieron en Carlosama y al día siguiente ocuparon Túquerres. Pronto se unieron a los 3000 caucanos y bogotanos que venían desde el norte. El 22 de septiembre 5000 caucanos y quiteños capitaneados por Feliciano Checa (1782-1846) y Pedro de Montúfar (1759-1846) saquearon brutalmente Pasto. Estos hechos solo contribuyeron a hacer más enconado el rechazo a la causa independentista entre los pastusos. El 13 de octubre se proclama mediante una acta la independencia de la ciudad. Documento elaborado por algunos sacerdotes, vecinos notables y el escribano con el ánimo de Joaquín de Caizedo y Cuero (1773-1813), dirigente de Popayán. En el acta también se reconocía al gobierno de Bogotá y se establecía una alianza con Cayzedo. Muchos de los firmantes acabarían encarcelados en Quito, los que pudieron pagar evitaron el pelotón de fusilamiento.
Los realistas restantes se refugiaron en Patía, ahí armaron una hueste de dos a tres millares de hombres liderados por Tacón, pero fueron vencidos en Iscuandé el 28 de enero de 1812, cuando intentaban tomar Popayán. Los patianos avanzaron para vengarse del incendio de su pueblo por fuerzas patriotas que iban hacia Pasto. Eran 1500 hombres al mando del autoproclamado gobernador de Popayán, alférez Antonio Tenorio. El 25 de abril acamparon en los ejidos al sur de Popayán y a la jornada siguiente intentaron asaltar, siendo rechazados por el fuego de fusiles y la artillería de 300 defensores al mando del gobernador Cabal. El día 27 el estadounidense McAulay asalto el campamento realista con 400 soldados y los disperso en la madrugada. La zona entre el río Baudó y Barbacoas realistas en canoas capturaban grandes barcos, planeando hacerse con Pasto y luego Quito.
En mayo combatió en Buesaco, al lado de los realistas pastusos y los campesinos patianos de origen indígena y mestizos, que recuperaron la ciudad de Pasto de manos de los republicanos el 21 de mayo, hechos que terminaron con el fusilamiento del patriota caleño Caizedo y Cuero y del aventurero estadounidense Alexander McAulay (1787-1813). Ante la nueva situación, McAulay convenció a la junta de Popayán de enviar una expedición a Pasto bajo su mando. El 11 de agosto llega al ejido de Pasto y negocia con el cabildo un tratado. Sin embargo, al día no se había retirado como esperaban los pastusos y el 13 ordena marchar secretamente al sur para atacar (incluso le pone trapos a los cascos de los caballos para no hacer ruido), pero en Catambuco se encuentra con milicianos pastusos. Tras el fracaso de las negociaciones, se inicia el combate y el estadounidense es vencido y capturado poco después en Bersaco. Ahí es llevado a Pasto, donde es juzgado y fusilado cinco meses después. Irónicamente, su sentencia de muerte fue firmada por el presidente de la Audiencia de Quito, Toribio Montes (1749-1830). McAulay inició un romance con la hija de Montes, Claudina, en Puerto Rico y la acompañó secretamente en la ruta hacia Maracaibo. Toribio se dio cuenta y lo obligó a descender del navío. McAulay siguió todo el camino por tierra hacia Quito para reencontrase con Claudina pero la guerra lo detuvo. El 27 de agosto, temerosos por los rumores que 3000 pastusos avanzaban sobre Popayán, los republicanos se retiraron al Valle del Cauca. Solo entraron unos pocos patianos, los pastusos volvieron a sus casas. Animados por las victorias, los pastusos enviaron dos columnas de quinientos hombres contra los quiteños: la primera al mando de Francisco Delgado llegó hasta El Ángel, cerca de Ibarra, pero decidió retroceder por un posible contraataque enemigo; y la segunda dirigida por los patianos Joaquín de Paz y Casimiro Casanova llegan a Pupiales, cerca de Cumbal, pero se encuentran a tropas quiteñas y son vencidos por el ayudante general y doctor Agustín Salazar y Lozano (1782 /1787 -1860), miembro de la aristocracia quiteña y que lanzó un ataque nocturno contra su campamento. Cabal y la junta se refugiaron en Quilichao y solo recuperaron Popayán el 9 de octubre de 1812.
Por sus servicios prestados, Agualongo fue ascendido a cabo. Clave para el éxito de los pastusos fue la caída del Estado de Quito en diciembre de ese año ante las fuerzas del Virreinato del Perú (reforzadas por dos mil milicianos de Guayaquil, Cuenca y Loja). Esto permitió la llegada de numerosos refuerzos desde los territorios realistas meridionales.
Aprovechando que el peligro de Quito estaba conjurado y que los revolucionarios neogranadinos se estaban matando entre sí, Juan de Sámano (1753-1821) con 2000 quiteños y pastusos recuperó Popayán el 1 de julio de 1813, y eso que los federales intentaron reunir más de 3000 hombres para detenerlo. Luego avanzó más al interior, para reconquistar al Estado Libre de Cundinamarca.

### Campaña de Nariño y Reconquista
Antonio Nariño (1765-1823), Presidente de Cundinamarca, reaccionó ante la amenaza armando un ejército de 1200 infantes con 200 jinetes y marchando al sur. Sámano fue vencido en Alto Palacé (30 de diciembre de 1813) y Calibío (15 de enero de 1814), escapando a Pasto y luego a Quito, siendo reemplazado por Melchor Aymerich (1754-1836), quien aún tenía 2000 hombres bajo su mando. Nariño, por su parte, estaba en Popayán desde el 31 de diciembre tan solo el 22 de marzo, tras recibir refuerzos que aumentaron su tropa a 1800 efectivos, se inició la expedición a Pasto. Las disciplinadas fuerzas de Sámano se dice: «entre aquéllos habia "morlacos" o cuencanos, limeños, pastusos, patianos; únicamente entre la oficialidad había unos cuantos peninsulares», Se organizan en la división Lima del coronel Ignacio Asín: una compañía de cazadores, otra del regimiento de Artillería Real de Lima, dragones, milicias disciplinadas de españoles de Lima, Piura, Guayaquil y Cuenca, granaderos de Guayaquil y Cuenca, milicias de pardos de Lima y Guayaquil. En la división Cuenca estaban dos batallones de milicias pastusas, dos compañías de lanceros patianos (más de sesenta jinetes cada una) y los voluntarios quiteños. Los batallones pastusos se dividían en seis compañías de cerca de cien hombres y las dos compañías de patianos de unos sesenta cada una. Según algunos autores eran menos de 200 tropas de línea de Guayaquil y Lima, 700 milicianos pastusos en dos batallones, 150 lanceros patianos y 150 voluntarios quiteños. En total, su división debía sumar unos 2000 soldados, principalmente pastusos y patianos.
Tras semanas de duros combates, Nariño y sus soldados llegan a las cercanías de Pasto, diezmados por las guerrillas y el clima. El 10 de mayo se produce la batalla de los Ejidos de Pasto, ahí Nariño es herido y abandonado por sus tropas que lo creen muerto, cuatro días más tarde se entregaría a Aymerich. Solo 900 soldados de la malograda expedición volvieron a Santafé de Bogotá. En esos momentos Agualongo ya era sargento primero y participó en las milicias realistas que derrotaron al general Nariño, en el Alto del Calvario, cuando Pasto estaba a punto de ser recuperada por el ejército patriota.
El 8 de mayo de 1815 Sámano salió de Pasto con 1000 soldados, reforzados en la Patía por las guerrillas realistas con rumbo al norte. Fue vencido el 20 de julio en Popayán por José María Cabal  (1770-1816) y el francés Manuel Roergas Serviez (1785-1816). En agosto, Agualongo llegó a Quito, llevando presos a los sacerdotes José Casimiro de la Barrera y Fernando Zambrano, acusados de predicar en favor del general Nariño y la independencia. En 1816, ingresó como subteniente del batallón Pasto y marchó en la tropa de Sámano a la reconquista de Popayán, entrando en la urbe el 1 de junio. El batallón Pasto aniquiló al enemigo en la batalla de la Cuchilla del Tambo, el 29 de junio, acabando con la última resistencia armada de las Provincias Unidas de la Nueva Granada.
Con la llegada de Pablo Morillo (1775-1837) a mediados de 1815 comenzaba la segunda etapa de la independencia neogranadina, caracterizada por una rápida Reconquista y la subsistencia de algunas guerrillas en los llanos de Casanare. Esta se prolongaría hasta la famosa campaña de 1819. A diferencia de otros territorios fielmente realistas, Pasto no obtuvo premios por su esfuerzo: el presidente Montes de la Audiencia quiteña, no envió al rey las primeras cartas donde mencionaba la sangría pastusa, había muy pocos peninsulares como para que ejercieran presión, estaba muy lejos y su importancia económica era ínfima.

### Campañas del Sur

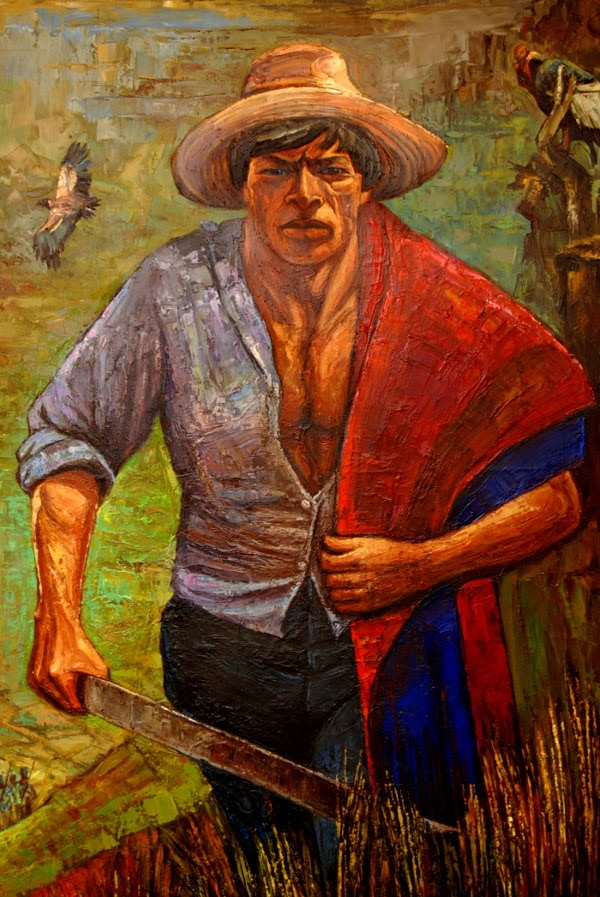
Retrato icónico del procer Juan Agustín Agualongo líder de la rebelión de Pasto en 1822, Autor,Maestro José Eduardo Ordoñez Ordoñez

Posteriormente Agualongo acompañó a Sámano a Bogotá, como su guardia de confianza y con el grado de teniente. Al volver a Popayán, lo hizo en la segunda Compañía de Milicias de Pasto. Sámano quedó como virrey en la capital neogranadina con tres batallones venezolanos (el 1.º y 2.º de Numancia y el 1.º del Rey) y uno de hombres reclutados en el camino de Pasto a Popayán, llamado del Tambo. Eran la tercera división del Ejército Expedicionario y sumaban 3861 hombres.
Luego de la batalla de Boyacá, el 7 de agosto de 1819, los derrotados jefes españoles se dirigieron a Pasto, «el refugio de la monarquía en los grandes reveses» y «núcleo de posiciones realistas». Esta victoria permitió la formación de la República de la Gran Colombia. Desde este momento se da la última fase del conflicto, hasta 1824 los patriotas combatieron por acabar con los últimos baluartes realistas en el país. El teniente Agualongo volvió a su tierra y reagrupó a los efectivos del ejército realista. Ahí el general Sebastián de la Calzada (1770-1824) consiguió reunir cuatro mil hombres, recuperando Popayán el 24 de enero de 1820, aprovechando que Bolívar estaba más ocupado atacando Chocó; sin embargo, la ofensiva realista es detenida en abril y el 14 de julio se perdió Popayán ante Manuel Valdés (1780-1845). Este último quiso continuar hasta Pasto pero fue vencido en Genoy el 22 de febrero de 1821.

Tengo ya bastante adelantada mi división: su fuerza total ascenderá a 2.000 hombres poco más o menos: 1.300 con fusiles, 150 de caballería, y las demás gentes sin armas, (...).
 28 de diciembre de 1819, San Juan de Pasto. Carta de La Calzada a Sámano.

Cuando Aymerich pidió desde Quito al gobernador y comandante general en Pasto, don Basilio Modesto García (1791-1844), ayuda para sofocar a los insurrectos guayaquileños del 9 de octubre de 1820, Agualongo tuvo que marchar a la Real Audiencia de Quito, como oficial del batallón Dragones de Granada. Bolívar decidió también intervenir, apoyando a los insurrectos; primero envió un contingente dirigidos por Antonio José de Sucre (1795-1830) en mayo de 1821, pero estos se hicieron insuficientes para vencer a Aymerich. Fue entonces que Bolívar intento enviar 4000 soldados y 3000 fusiles a cargo de Francisco de Paula Santander (1792-1840), tropa que iría por mar, pero cuando llegó al puerto de Buenaventura encontró una escuadra realista bloqueándolo. Ante esto, Bolívar se decidió marchar por tierra atravesando el territorio pastuso.
Nadie quería ir a Pasto pues se sabía el riesgo que se corría de ser aniquilado. El mismo Bolívar estimaba que pastusos y patianos sumaban más de 4000 combatientes. Obando los cifraba en al menos 3000 infantes y 1000 jinetes, cifra considerada exagerada por historiadores posteriores; realmente no pasaban de la mitad e incluso es posible que fueran apenas 1200. Ya en enero y agosto de ese mismo año dos expediciones salidas de Popayán habían sido constantemente acosadas por los patianos para ser rechazadas con grandes bajas por los pastusos. Más encima, las guerrillas realistas habían expandido su área de actividad hasta Popayán y el Cauca.
En tanto que Agualongo, después de la victoria en la batalla de Huachi pasó a ser capitán (12 de septiembre). A fines del mismo año fue nombrado jefe civil y militar de la ciudad de Cuenca, por cerca de un año. En 1822, no tomó parte en la batalla de Pichincha por encontrarse en el campamento de Iñaquito con el Batallón Constitución. Después del combate el coronel Calzada unió su batallón al Tiradores de Cádiz y a los restos del Cataluña y a marchas forzadas retornó a Pasto, con el grado de teniente coronel.
Esta ciudad resistía el asedio de las fuerzas de Bolívar. En marzo de ese año Bolívar había iniciado su marcha con más de tres mil hombres; tuvo un duro revés en Bomboná (7 de abril) con numerosas bajas, a pesar de lo cual decidió seguir la marcha, llegando a San Juan de Pasto el 8 de junio. Encuentra la ciudad despoblada (sus gentes habían huido a las montañas), lo cual no le impide reclutar a la fuerza a un millar de pastusos que se unen al otro tanto de veteranos con los que sigue el viaje a Quito, periplo que finalizó el 16 de junio con su entrada en esta última. En menos de un año, de los más de siete mil quinientos soldados republicanos enviados contra Pasto, tres mil quinientos habían muerto. Pasto parecía finalmente sometida, con una pequeña guarnición republicana instalada en ella, pero este acontecimiento solo dio lugar a dos violentas rebeliones populares. Agualongo fue capturado tras la derrota realista en Pichincha que permitió al general Antonio José de Sucre tomar Quito.
El cambio esencial que permitió la ocupación de Pasto a mediados de 1822 fue la anterior caída de Quito ante Sucre el 25 de mayo, viéndose rodeados por fuerzas grancolombianas al norte y el sur, los miembros de la élite pastusa se consideraron vencidos y se rindieron, algo que la masa popular no hizo por considerarla una traición. Acababa el periodo iniciado en 1809, donde la guerra fue dirigida por el cabildo de Pasto y su comunidad actuó al unísono, independiente de diferencias económicas o étnicas. Desde entonces, mestizos e indios liderarían y formarían las guerrillas exclusivamente animados por los abusos que sufrieron por las tropas ocupantes. El coronel y gobernador García y el obispo de Popayán, Salvador Jiménez de Enciso y Cobos Padilla (1765-1841), firmaron la paz. Bolívar había cambiado muchas de sus posturas anticléricales con tal de ganar el apoyo del obispo, muy influyente entre los monárquicos locales. Los términos del acuerdo eran particularmente favorables a los pastusos, Bolívar los entendía como temibles enemigos capaces de detener a ejércitos independentistas por una década. Firmada el 6 de junio en Berruecos entre los representantes Pantaleón del Hierro y Miguel Retamal (realistas) y José Gabriel Pérez y Vicente González (patriotas), la capitulación fue ratificada el dos días después por Bolívar y La Calzada. Establecía que la región quedaría bajo poder republicano pero no se ejercería represión contra los antiguos miembros del ejército monárquico, no habría levas forzadas para españoles y locales, se respetarían las costumbres católicas y se respetarían las propiedades de los vecinos.
Así, el jefe militar de Pasto, José María Obando (1795-1861), personaje que atrajo consigo a numerosos líderes pastusos. Bolívar, astutamente, terminó por encargarle la pacificación de la región. Los republicanos sabían que Pasto y Patía debían ser sometidos o el camino terrestre por el sur siempre estaría cortado: «La capitulación de Pasto es el suceso más importante de la guerra del Sur (…) es preferible a diez victorias». Obando demostraría durante su vida ser un caudillo hábil y ambicioso. En 1826-1827 supo hacerse con el control de Pasto, desplazando a rivales como su primo, Tomás Cipriano Mosquera (1798-1878), y el gobernador nombrado por Bolívar en 1824: Juan José Flores (1800-1864). Como lo describió un autor: «Obando cambiaba frecuentemente de causa, ámbito y amo». Oficial realista hasta 1822 y luego republicano, en 1828 se alza con José Hilario López (1798-1869) contra Bolívar, en 1829 se vuelve lugarteniente de Bolívar, en 1830 autonomista aliado con los quiteños de López y desde 1831 centralista neogranadino que asegura la soberanía del Cauca para Bogotá. Obando, apoyado por López, se alza en 1830 contra la dictadura de Urdaneta, armando 1000 exguerrilleros pastusos y patianos en sus haciendas del Cauca, su «"Ejército Libertador"». En 1831 luchó para evitar que su enemigo, el general Flores, se hiciera con Popayán y Pasto, convirtiendo su poder caudillesco en la zona en la garantía que impedía una invasión ecuatoriana. Efectivamente, en 1832 logró expulsar a los ecuatorianos que habían ocupado Pasto.
El indomable Agualongo siendo prisionero en el fuerte del Panecillo en Quito logró fugarse con el coronel Benito Remigio Boves, y juntos levantaron la insurrección de Pasto a finales de 1822.

### Rebeliones pastusas
La primera rebelión antirrepublicana se inició el 22 de octubre de 1822, bajo las órdenes del coronel español Boves, sobrino del caudillo antes mencionado. Primero venció en Túquerres al coronel e intendente Antonio Obando (1788-1849). Los patriotas estaban atrincherados al sur del Guáitara, sumaban 40 veteranos y 300 milicianos. Boves atacó con 700 guerrilleros y gracias a su superioridad numérica pasó las defensas. Obando huyó a Tulcán.
El 28 de octubre Boves tomaba San Juan y se proclama «Comandante General de las Milicias del Rey de España», Agustín Agualongo queda como segundo jefe y Merchan Cano un gobernador político-militar de Pasto. Nacía un «contra-estado realista», movimiento con «algo de reivindicación política y social aristocrático y popular», «Pasto se convertía una isla en un mar republicano» que ocupaba la zona entre el Juanambú y el Guáitara, donde cobraban impuestos. Los monárquicos controlaban un territorio que se extendía por el sur hasta Ibarra, por el este hasta las laderas orientales de los Andes y por el norte hasta el río Patía (al sur de Popayán). En sus dominios estaban Tumaco, Pasto y Patía. Al entrar en Pasto en 1822 Bolívar había publicado las proclamas A los habitantes del sur y A los patianos, pastusos y españoles prometiendo «reposo y libertad», pero en el período de 1822 y 1825 se mostrara dispuesto a eliminar a los realistas que le impedían consolidar su poder en la Nueva Granada y avanzar hacia el Perú. Según el historiador Armando Montenegro Trujillo fueron estas rebeliones las que hicieron a destacar a Pasto en la memoria de las guerras de independencia. Durante esos años, los rebeldes de Pasto y Patía se harán también con el litoral del Pacífico de la zona por su alianza con los esclavos rebeldes de Buenaventura y Barbacoas. Los republicanos entendieron muy pronto que las regiones andina y costera estaban fuertemente vinculadas y para dominar una debían esforzarse en controlar la otra.
Sin embargo, Sucre y tropas provenientes de Quito fueron enviados a sofocar el movimiento. Túquerres se volvió el centro de concentración de las tropas realistas en noviembre. Los soldados españoles vencidos se habían dispersado por la región para formar guerrillas, pero a gritos de «¡Viva el Rey!» el coronel organizó una hueste de 2000 guerrilleros pastusos y patianos. Las cifras varían entre los 1500 que da Restrepo y los 3000 realistas del relato de Obando. Boves había ocupado las alturas que dominaban el río Guáitara, pero el general republicano pudo forzar sus defensas en el paso de Cuchilla de Taindalá (24 de noviembre). Sin embargo, considerándose vulnerable se retira a Túquerres. Tras recibir refuerzos desde Quito, Sucre, Mires y Obando vencen a Boves en Cuchilla de Taindalá (22 de diciembre) y Guáitara (23 de diciembre). Sucre acaba saqueando San Juan de Pasto en la llamada Navidad Negra (23 a 25 de diciembre), asesinando unas cuatrocientas personas siguiendo órdenes del propio Bolívar; actos que solo serían reparados el 4 de junio de 1830 cuando Sucre fue asesinado en una emboscada en Berruecos.
Boves se refugió con los guerrilleros de las zonas amazónicas. El 2 de enero de 1823 Bolívar volvió a Pasto y los castigos continuaron: mil de sus hijos fueron reclutados a la fuerza y enviados a Perú, otros trescientos exiliados a Quito y Guayaquil (muchos murieron durante el viaje o en motines), se ejecutaron a prisioneros, se ajusticiaron a dirigentes rebeldes y confiscaron gran cantidad de bienes. También usaron el «matrimonio cívico», el lanzar parejas de indios a las aguas del Guáitara para ahorrar municiones. Es que para esas fechas los dirigentes grancolombianos veían que la única solución posible para el problema pastuso era el exterminio de su población. Incluso el intelectual José Manuel Restrepo (1781-1863) observó la escasez de población masculina en la localidad y consideró la necesidad de "variar" la población pastusa por su tenaz resistencia y de destruir a los que aún no se sometían, algo difícil por el terreno según él mismo reconocía.

Los pastusos deben ser aniquilados, y sus mujeres e hijos transportados a otra parte, dando aquel país una colonia militar. De otro modo, Colombia se acordará de los pastusos cuando haya el menor alboroto o embarazo, aun cuando sea de aquí a cien años, porque jamás se olvidarán de nuestros estragos, aunque demasiados merecidos (Carta de Simón Bolívar a Francisco de Paula Santander, Potosí, 21 de octubre de 1825).

Bolívar se justificó mediante un decreto el 13 de enero en que acusaba a los pastusos de sublevarse sin motivo y rompiendo lo pactado en la anterior capitulación. Se decidió confiscar los bienes de todo aquel involucrado con la guerrilla.
De todas maneras, la forma inclemente en que fue tratada la ciudad y sus pobladores solo condujo a una paz efímera, pues a mediados de 1823 se inició otro levantamiento, esta vez comandado por Agualongo y Estanislao Merchán Cano. Ochocientos a mil doscientos pastusos a pie se reunieron en Túquerres e Ipiales y derrotaron la guarnición del coronel Flores, formada por seiscientos hombres (un centenar a caballo), se tomaron la ciudad y restablecieron el gobierno realista (12 de junio). Iban armados con palos, chuzos y fusiles recompuestos. Quedaron en la ciudad 300 cadáveres, de los que 150 defensores y 200 a 300 republicanos fueron tomados prisioneros. Con ellos, cayeron en manos de los monárquicos 500 fusiles. Flores se refugió en Juanambú con algunos sobrevivientes. El teniente coronel Merchán Cano fue nombrado como el último gobernador en nombre del rey y el coronel Agualongo comandante general. Como si fuera poco, los pastusos juntaron un ejército de 2000 combatientes que inició una inesperada marcha triunfal sobre Ibarra, donde esperaban encontrar un importante respaldo político y militar. Bolívar habla de 3000 en sus cartas. Otros cifran en al menos mil quinientos infantes y un centenar de jinetes pastusos. Simón Bolívar se encontraba en Babahoyo ocupado en la expedición libertadora al Perú y dejando a un lado los planes de esa campaña viajó a Quito, mientras Agualongo entraba victorioso a Ibarra el 12 de julio.
Bolívar lo enfrentó el día 17 con una poderosa fuerza de caballería, expulsándolo de Ibarra. Más de ochocientos realistas son muertos. Agualongo agrupó a los suyos en el lado derecho del cercano río Tahuando, pero no pudo hacer cortar el puente, que pudo ser cruzado a tiempo por los patriotas y así, perseguido de cerca, aunque intentó reagrupar a su ejército en la localidad de Aloburo, no lo consiguió y con doscientos de sus hombres más fieles regresó a la región de Pasto, donde la población civil soportaba las más denigrantes vejaciones, a cargo de los patriotas que la habían retomado. A su regreso logró reorganizar a los sobrevivientes y reclutar nuevos hombres. Pocos meses después, Santander le ofrecería a él y a Merchán Caro una paz honrosa, la que sería rechazada, según el vicepresidente colombiano, por la «obstinación y ceguedad» de los pastusos.
El general Bartolomé Salom (1780-1863) fue enviado a someter a los rebeldes, pero según él mismo reconoció, sus castigos (incluida la deportación de otro millar de locales) solo endurecieron a los pastusos, que apoyaron unánimemente a los monárquicos de Agualongo. A finales de enero la «despótica dictadura de Salom» había requisado 11 620 pesos, 1500 a 2000 caballos y 3000 cabezas de ganado. El 18 de agosto, cuando menos lo esperaban, Agualongo penetró con tres mil hombres a su mando al pueblo de Anganoy y cuando Salom lo supo escapó a Catambuco, donde ocurrieron combates esporádicos. El general Flores le siguió a los pocos días. En esta ocasión, Agualongo alcanzó al general patriota Pedro Alcántara Herrán (1800-1872) y este, de rodillas y con las manos juntas, le imploró que no lo matara, pues había sido su antiguo compañero de armas. El coronel le contestó con desprecio: «Yo no mato rendidos».
De todas maneras, los generales José Mires (1785-1829) y José María Córdova (1799-1829) cercaron y derrotaron las últimas partidas realistas en Alto de Cebollas (13 de septiembre), Juanambú (13 de octubre) y Tacines (23 de octubre), pacificando la región. El 14 de diciembre Mires entró en Pasto con 500 infantes, 100 jinetes y 2 cañones, siendo relevado por Córdova, viajando luego a Quito. El 23 de diciembre de 1823, Boves se rindió al comandante del batallón Rifles, el brigadier irlandés Arthur Sandes (1773-1832). Aunque Agualongo tuvo que desocupar Pasto, sus hombres continuaron activos en las montañas como guerrilleros, atacaron sin éxito Pasto el 3 y 6 de enero de 1824, el día 7 eran vencidos en Catambuco pero a mediados de mayo avanzaron sobre Pasto, por última vez.
Semanas después, las tropas patriotas retomaron Pasto. Agualongo y sus principales jefes quedaron en el interior del convento de las monjas Conceptas que Flores cercó, pero ante la intervención del vicario de la ciudad se iniciaron conversaciones que duraron dos días solamente pues Agualongo y los suyos huyeron a Barbacoas. La intención del caudillo era hacerse con el tesoro que reunían allí los republicanos y tener desde donde atacar Tumaco, punto vital para establecer comunicaciones con los corsarios españoles y peruanos que actuaban en el Pacífico. Sus seguidores sumaban apenas cien combatientes.
Sin embargo, el coronel Mosquera pudo derrotarlos. El 31 de mayo una avanzadilla realista intento colarse entre las posiciones realistas en una barcaza pero fue destruida de un cañonazo. Un día después, el grueso de los pastusos intentó asaltar la ciudad, pero fueron rechazados, procediendo a rodearla y quemarla. Agualongo fue herido en una pierna; su rival tuvo una grave y dolorosa herida en la mandíbula, que le dejó una marca indeleble en su rostro, desde entonces le dirían Mascachochas. Los realistas sobrevivientes se retiraron a Patía y se dispersaron por toda la región. Probablemente, la derrota de los pastusos se debió a desconocimiento del terreno costero donde sucedió el encuentro, muy distinto de sus tierras de origen.
Las guerrillas pastusas dejaron de representar una amenaza a mediados de 1824, con la captura de sus principales líderes, aunque entre mayo y octubre de 1825 subsistió una partida irregular en Juanambú al mando del clérigo José Benavides con apoyo de los indios del Nariño y los negros de Patía, aniquilada finalmente por Flores. Clave en esto fue que Flores, en alianza con la élite local, formó partidas contrainsurgentes al mando de Nicolás Chaves y Tomás Miguel Santacruz. Pasto quedaba desangrada y arruinada por más de una década de guerra constante y a la larga perdida. Igual suerte corrieron la agricultura, ganadería y manufacturas textiles de la provincia. Más de dos mil hombres habían sido reclutados a la fuerza por los vencedores durante los años previos.

## Últimos días
Tras el combate en Barbacoas, el coronel Mosquera salió en su persecución, ejecutando a todos los habitantes de los pueblos que encontraba, acusándolos de traición por no acosar al caudillo derrotado. Sin embargo, no fue él quien puso fin a la carrera militar del pastuso.
Obando había recibido poco antes la orden del intendente de marchar al sur a capturar a Agualongo. El viejo compañero de armas del caudillo había visto su oportunidad de ganar prestigio militar. Llevó al capitán Manuel María Córdoba -otro exoficial realista- y 200 hombres bien armados al encuentro. El día 24 de junio Agualongo llegó a la localidad del Castigo y en la jornada siguiente apareció Obando. Finalmente, Agualongo fue traicionado y capturado por el antiguo militar realista José María Obando y sus soldados colombianos cuando este le prometió apoyo a su lucha; llevado a Popayán, donde llegó el 8 de julio. Obando se había adelantado para llevar la noticia a la ciudad, dejando al capitán Córdoba encargado de su traslado. En Popayán la gente se asombró al ver a Agualongo por primera vez, de hecho, el coronel inglés John Potter Hamilton (1777-1873) lo describió como un hombre físicamente bajo y feo, pero con una mirada feroz y poseedor de un fuerte carácter.
El antiguo oficial monárquico liberó la mayoría del centenar del prisioneros a petición del caudillo, aunque los coroneles Joaquín Enríquez, Francisco Terán y Manuel Insuasti, sus más allegados, le siguieron a Popayán. Los dos primeros sufrieron el mismo destino que su comandante. Su compañero de armas, Merchán Cano, fue asesinado en una cárcel de Pasto por orden de Flores probablemente. Allí se le ofreció respetarle la vida a condición de que jurara fidelidad a la Constitución de la República de Colombia. Su respuesta fue un tajante «¡Nunca!». Entonces fue juzgado y condenado a morir por fusilamiento. Al ser condenado a muerte, pidió y se le concedió la gracia de vestir uniforme de coronel realista. El 13 de julio de 1824, ante el pelotón de fusilamiento exclamo que:

Si tuviese veinte vidas, estaría dispuesto a inmolarlas por la religión católica y por el rey de España.

Exigió que no le vendaran, porque quería morir de cara al sol, mirando la muerte de frente. Sus últimos momentos fueron de gran valor, como había sido su vida militar bravía, valerosa y constante, se enfrentó serenamente al pelotón y gritó: «¡Viva el rey!».

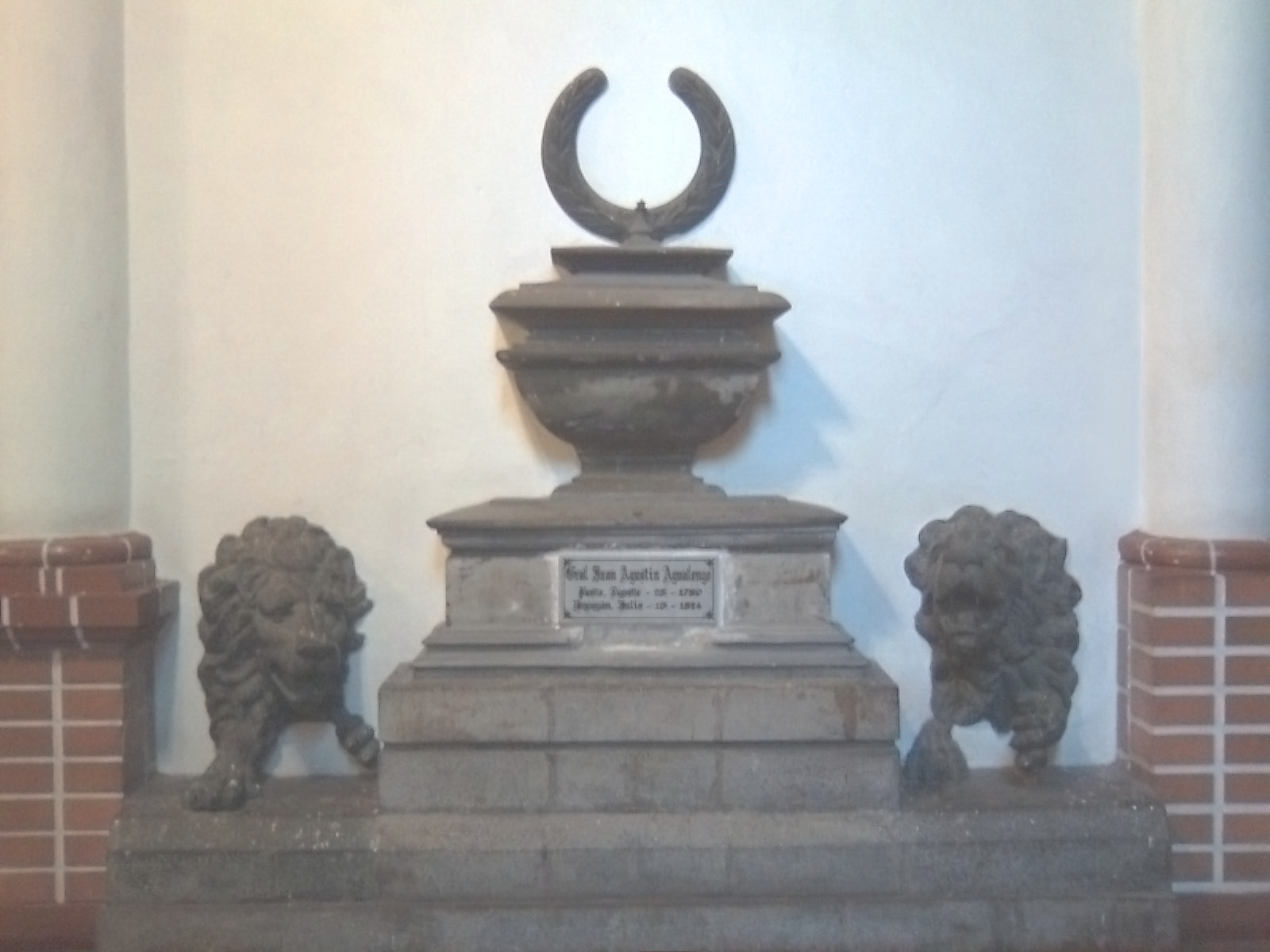
Cripta del General Agualongo, Capilla del Cristo de la Agonía, Iglesia de San Juan Bautista.

Agualongo murió sin enterarse de que el rey Fernando VII había emitido una cédula real en la que le confería el grado de general de brigada de los Ejércitos del Rey.

## El secuestro de sus restos
Los restos de Agualongo descansaron en la cripta de la Iglesia de San Francisco en Popayán, hasta que fueron identificados por el historiador Emiliano Díaz del Castillo Zarama. El 11 de octubre de 1983, fueron llevados solemnemente a la ciudad que Agualongo juró proteger y quedaron depositados en la Capilla del Cristo de la Agonía, en el lado izquierdo de la Iglesia de San Juan Bautista.
En 1987 fueron sustraídos por una célula del grupo guerrillero M-19, a cargo de Antonio Navarro Wolf y fueron devueltos en 1990 (en las montañas del departamento del Cauca), como un acto simbólico y simultáneo con la dejación de armas por ese grupo. Finalmente fueron depositados en el ala izquierda del mismo templo, junto con los despojos de Hernando Sánchez de Cepeda y Ahumada (1510-1570) ―hermano de santa Teresa de Ávila (1515-1582)―, quien fue regidor y «encomendero» de la ciudad de Pasto en el siglo XVI.